# 소천초등학교 임기분교
소천초등학교 임기분교는 대한민국 경상북도 봉화군에 있었던 공립 초등학교이다.

## 학교 연혁
- 1937년 4월 1일 임기간이학교 설립 인가
- 1938년 10월 20일 소천공립심상소학교 부설 임기간이학교 개편 인가
- 1938년 12월 18일 소천공립심상소학교 부설 임기간이학교 개교
- 1941년 4월 1일 소천공립국민학교 임기분교 개편
- 1943년 6월 5일 임기공립국민학교 설립 인가
- 일자미상 임기국민학교 승격 분리
- 일자미상 임기국민학교 두음분교 설립 인가
- 1962년 5월 1일 두음분교장 개교
- 1984년 3월 5일 병설유치원 개원
- 1994년 3월 1일 갈산국민학교 분교장 격하 편입
- 1996년 3월 1일 임기초등학교 개편
- 1997년 3월 1일 갈산분교장 폐교 및 본교 통폐합
- 1999년 9월 1일 소천초등학교 분교장 격하 편입, 두음분교장 이관
- 2024년 2월 29일 폐교 및 소천초등학교 통폐합, 75년만에 폐업

## 참고 자료
- 소천초등학교임기분교장 - 한국교육학술정보원 학교알리미